# 1. FFC Montabaur
Der 1. FFC Montabaur (vollständiger Name: 1. Frauen- und Mädchenfußballclub Montabaur/Westerwald) ist ein Frauenfußballverein aus Montabaur. Die erste Mannschaft spielte in der Saison 2014/15 in der 2. Bundesliga Süd.

## Geschichte
1993 gründete der TuS Montabaur eine Frauenfußballabteilung. Nach einigen Jahren auf lokaler Ebene schaffte die Mannschaft 2001 den Aufstieg in die Rheinlandliga. Am 30. Mai 2005 trennten sich die Fußballerinnen einvernehmlich aus dem TuS Montabaur und gründeten einen eigenen Verein. Aufgrund der Bestimmungen des rheinländischen Fußballverbandes musste die Mannschaft in der Bezirksliga einen Neuanfang starten. Nach dem sofortigen Wiederaufstieg schaffte die Mannschaft den Durchmarsch in die Regionalliga. 2008 gewann die Mannschaft erstmals die Hallen-Rheinlandmeisterschaft und den Rheinlandpokal. Die Saison 2008/09 schloss die Mannschaft auf Platz vier ab und unterlag in der ersten Runde des DFB-Pokals dem SC Freiburg mit 0:6.
Von 2012 bis 2014 wurde der Verein dreimal Vizemeister der Regionalliga. 2014 reichte dieser Platz zum erstmaligen Aufstieg in die zweite Bundesliga, da Meister TSV Schott Mainz durch einen Formfehler keine Zweitligalizenz erhielt. Nach nur einem Jahr folgte der Abstieg, dem im Jahre 2017 der Abstieg in die Rheinlandliga folgte. Der Verbleib in der Regionalliga konnte jedoch durch den Verzicht des Aufstiegs des Verbandsligameisters aus der Pfalz gesichert werden. Im Saison nach dem „eigentlichen“ sportlichen Abstieg 2017/18 erreicht die 1. Mannschaft das Finale des Rheinlandpokals, welches man mit 5:6 i. E. verlor und schloss die Saison mit einem guten 6. Platz ab.
Die zweite Mannschaft spielt in der Rheinlandliga. Im Nachwuchsbereich hat der Verein sechs Mädchenmannschaften im Spielbetrieb.